# Crescimento cespitoso
Crescimento cespitoso é um termo botânico que se refere ao modo como algumas plantas crescem lançando novos brotos ou caules de maneira aglomerada, geralmente formando uma touceira ou espesso tapete.